# Карпине (Фрозиноне)
Карпине је насеље у Италији у округу Фрозиноне, региону Лацио.
Према процени из 2011. у насељу је живело 225 становника. Насеље се налази на надморској висини од 180 м.